# Dobki (województwo mazowieckie)
Dobki – wieś w Polsce położona w województwie mazowieckim, w powiecie sochaczewskim, w gminie Iłów.
Sołectwo Zalesie–Dobki tworzą wsie Zalesie i Dobki.
W latach 1975–1998 miejscowość administracyjnie należała do województwa płockiego.